# داریوش بزرگ در عهد عتیق
در کتاب مقدس عهد عتیق (عهد قدیم)، در ۲۵ آیه نام داریوش ذکر شده است. محل ذکر نام داریوش بزرگ در کتاب مقدس عهد عتیق به شرح زیر است: 
1. عزرا باب چهار آیه پنج [۱]
2. عزرا باب چهار آیه بیست و چهار
3. عزرا باب پنج آیه پنج
4. عزرا باب پنج آیه شش
5. عزرا باب پنج آیه هفت
6. عزرا باب شش آیه یک
7. عزرا باب شش آیه دوازده
8. عزرا باب شش آیه سیزده
9. عزرا باب شش آیه چهارده
10. عزرا باب شش آیه پانزدهم
11. نحمیا باب دوازده آیه بیست و دو
12. دانیال باب پنج آیه سی و یک [۲]
13. دانیال باب شش آیه یک
14. دانیال باب شش آیه شش
15. دانیال باب شش آیه نه
16. دانیال باب شش آیه بیست و پنج
17. دانیال باب شش آیه بیست و هشت
18. دانیال باب نه آیه یک
19. دانیال باب یازده آیه یک
20. حجی باب یک آیه یک
21. حجی باب یک آیه پانزدهم
22. حجی باب دو آیه ده
23. زکریا باب یک آیه یک
24. زکریا باب یک آیه هفت
25. زکریا باب هفت آیه یک[۳]